# RSDアルカラ
レアル・ソシエダ・デポルティーバ・アルカラ, S.A.D.（Real Sociedad Deportiva Alcalá, SAD）は、スペイン・マドリード州アルカラ・デ・エナーレスに本拠地を置くサッカークラブ。2021-22シーズンはテルセーラ・ディビシオンRFEFに所属している。

## 歴史
1924年、大学都市アルカラ・デ・エナーレスに存在していた2つのアマチュアクラブが合併してSDアルカラ (Sociedad Deportiva Alcalá)が設立され、1929年12月20日、「レアル」の名を与えられたことで現在のRSDアルカラというクラブ名になった。
1979-80シーズン、テルセーラ・ディビシオン優勝を果たしたことで、クラブ史上初めてセグンダ・ディビシオンBに昇格した。1980年代は、1986-87シーズンを除いてセグンダBに在籍し続けたが、1990年代にはマドリード州1部リーグ (5部相当)降格も経験した。2021-22シーズンに行われたリーグ再編では、5部相当リーグにあたるテルセーラ・ディビシオンRFEF所属となった。

## タイトル

### 国内タイトル
- テルセーラ・ディビシオン : 3回
  - 1979-80, 2006-07, 2008-09

### 国際タイトル
- なし

## 過去の成績
| シーズン | 部 | ディヴィジョン | 順位 | コパ・デル・レイ |
| -------- | -- | -------------- | ---- | ---------------- |
| 2000-01  | 4  | テルセーラ     | 5位  |                  |
| 2001-02  | 3  | セグンダB      | 11位 |                  |
| 2002-03  | 3  | セグンダB      | 10位 |                  |
| 2003-04  | 3  | セグンダB      | 16位 |                  |
| 2004-05  | 3  | セグンダB      | 4位  |                  |
| 2005-06  | 3  | セグンダB      | 17位 | 2回戦敗退        |
| 2006-07  | 4  | テルセーラ     | 1位  |                  |
| 2007-08  | 4  | テルセーラ     | 3位  | 1回戦敗退        |
| 2008-09  | 4  | テルセーラ     | 1位  |                  |
| 2009-10  | 3  | セグンダB      | 13位 | 1回戦敗退        |
| 2010-11  | 3  | セグンダB      | 8位  |                  |
| 2011-12  | 3  | セグンダB      | 15位 | 2回戦敗退        |
| 2012-13  | 3  | セグンダB      | 18位 |                  |
| 2013-14  | 4  | テルセーラ     | 9位  |                  |
| 2014-15  | 4  | テルセーラ     | 8位  |                  |

| シーズン | 部 | ディヴィジョン | 順位    | コパ・デル・レイ |
| -------- | -- | -------------- | ------- | ---------------- |
| 2015-16  | 4  | テルセーラ     | 8位     |                  |
| 2016-17  | 4  | テルセーラ     | 8位     |                  |
| 2017-18  | 4  | テルセーラ     | 4位     |                  |
| 2018-19  | 4  | テルセーラ     | 9位     |                  |
| 2019-20  | 4  | テルセーラ     | 4位     |                  |
| 2020-21  | 4  | テルセーラ     | 8位/1位 |                  |
| 2021-22  | 5  | テルセーラRFEF |         |                  |

- 20シーズン - セグンダ・ディビシオンB
- 37シーズン - テルセーラ・ディビシオン
- 1シーズン - テルセーラ・ディビシオンRFEF

## 歴代監督
- エステバン・ベッカー 1999-2003, 2004-2006
- パコ・ヘメス 2007

## 歴代所属選手

### GK
- ディエゴ 2000-2001

### DF
- ティト 2002-2004

### MF
- ラモン・カルデレ 1979-1980
- アントニオ・グスマン 1982-1988
- ハビエル・カジェハ 1998-1999
- フェデリコ・ビコーロ 2017

### FW
- ペペ・メル 1983-1984
- ガブリエル・モジャ 1984-1986
- ピエール・ルイージ・チェルビーノ 2006-2007
- アレクサンデル・シマノフスキ 2011-2012